# Saint-Gilles-Croix-de-Vie
Saint-Gilles-Croix-de-Vie es una población y comuna francesa, en la región de Países del Loira, departamento de Vendée, en el distrito de Les Sables-d'Olonne. Es el chef-lieu del cantón Saint-Gilles-Croix-de-Vie.
La comuna es el resultado de la fusión en 1967 de Saint-Gilles-sur-Vie y de Croix-de-Vie.

## Demografía
| 5713 | 6178 | 6725 | 6159 | 6296 | 6797 |
| Para los censos de 1962 a 1999 la población legal corresponde a la población sin duplicidades (Fuente: INSEE [Consultar]) |      |      |      |      |      |